# Šarpej
Šarpej (anglicky Shar pei) je velmi starobylé plemeno psa pocházející z Číny.

## Historie
Plemeno šarpejů pochází z Číny, kde vzniklo zřejmě křížení plemen čínských psů se psy dogovitými. Psy podobného typu lze spatřit na soškách z roku 206 př. n. l. Nicméně od té doby si zachoval čistokrevnost (bez příměsí jiných plemen), protože byl po staletí chován v izolaci. Podle zápisů klubu „Tradice šarpeje“ pochází psi tohoto plemene z města Dali. Původní využití bylo nejspíše hlídač a bojový pes, dnes se využívá jen jako společník a rodinný pes.
Do roku 1948 byli šarpejové velmi oblíbení hlavně v Číně a Tibetu. Poté se však populace tohoto plemene značně snížila, což byl důsledek vysokých daní za držení psa zavedených po vzniku Čínské lidové republiky. Šarpejové se posléze dostali na pokraj vyhynutí, chovatel Matgo Lo ale dokázal dostat několik psů do Hongkongu, kde plemeno obnovil. To bylo později uznáno FCI, AKC, UKC, KCGB ale i jinými organizacemi. První pes, který se dostal do Ameriky, měl vážné potíže se zrakem a i když se to podařilo vyřešit chirurgickým zákrokem, jeho potomci přenesli tento dědičný defekt dále, takže většina dnešních šarpejů má problémy se zrakem. Do Evropy se dostal až v 80. letech 20. století. Oficiální používaná zkratka je SP.

## Vzhled plemene
Šarpej není příliš velký, jeho velikost je 44 až 51 cm. Jeho srst je krátká, kůže je volná, tvoří záhyby a vrásky. Může být černá, červená, zlatá, krémová, modrá, isabell, lila, apricot. Má plochou a širokou mozkovnu, tmavé oči, jazyk s černými skvrnami, které se během života psa mohou rozšířit a zbarvit tak celý jazyk. U krémově zbarvených jedinců může být zabarvení světlé, uši jsou malé, trojúhelníkovitého tvaru, jsou klopené, hřbet je mírně spadající a krátký. Jeho ocas je silný, kulatý, zužuje se do špičky, je vysoko nasazený a přetočený přes hřbet. Končetiny jsou rovné, mají silné kosti. Skus nůžkový.

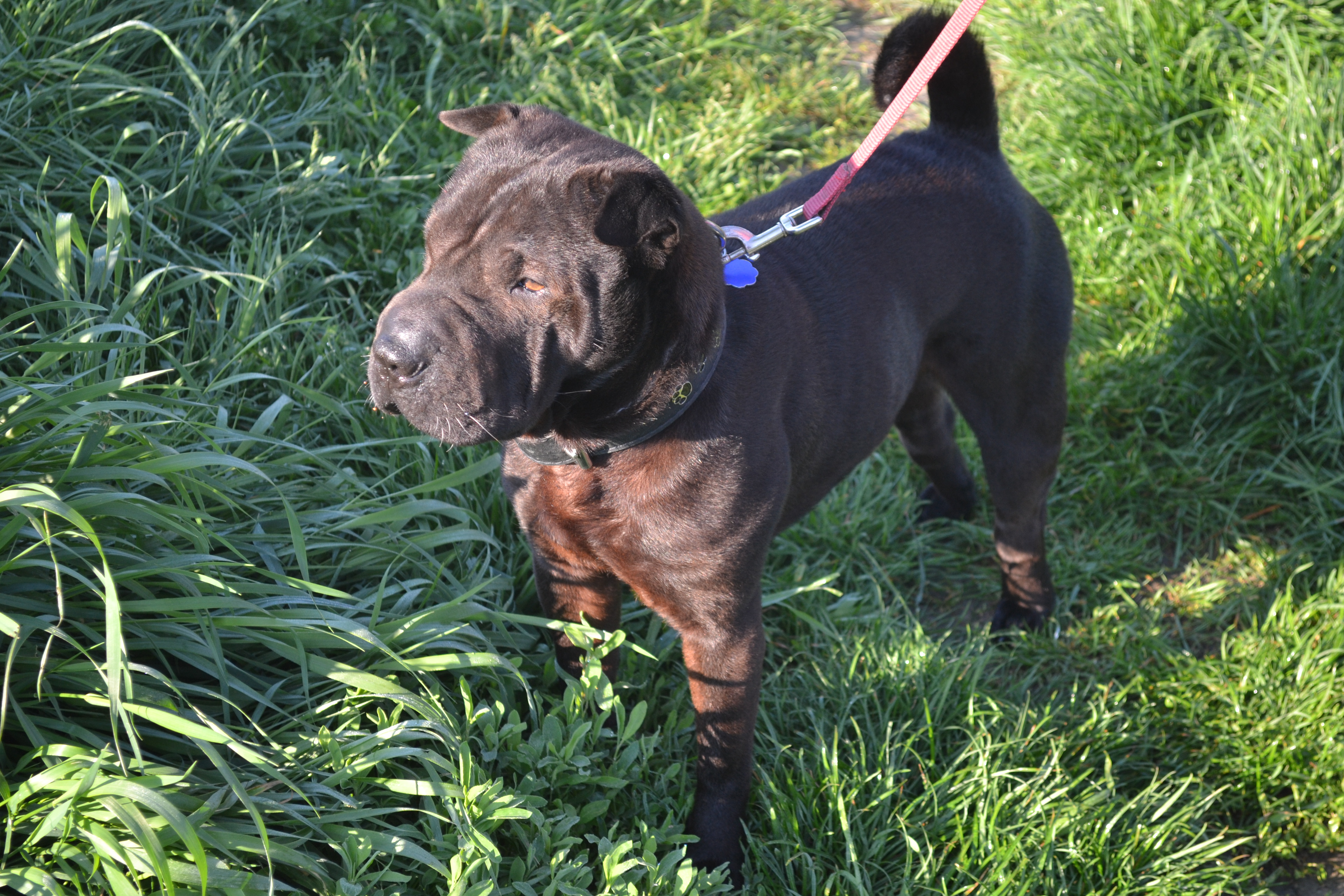
Šarpej

## Povaha
Ačkoli vypadá líně a neohrabaně, dokáže být velmi aktivní. Ke své rodině je milý a přátelský. Jeho bojovnost a povaha se projevuje v případě ohrožení nebo proti zlodějům. Má sklony ohánět se, pokud se mu něco nelíbí. Trvá mu delší dobu než něco pochopí a jeho výcvik musí být zvláště lehce pochopitelný. Nikdy v dospělosti nezvládne moc povelů, ale je možné jej vychovat k poslušnosti. Dobrý hlídač. Je dominantní.
Nehodí se příliš k malým dětem nebo k dětem předškolního věku. Je vhodný spíše pro jednoho jedince, který žije sám, protože šarpej si zvykne na jednoho majitele a s ostatními většinou tak dobře nevychází ani je neposlouchá.
Ostatní zvířata má většinou sklony pronásledovat, pokud před ním ale neutíkají, nemá s nimi problém. Kvůli jeho dominantnosti není dobré chovat je společně s jinými psy, protože by mohl vyvolat potyčky.
K cizím je nedůvěřivý, nikdy se jich ale nebojí. Dlouho mu trvá, než si na jiné lidi zvykne, pokud k nim ale nabude důvěry, nezraní je. Na každého nezvaného hosta i kolemjdoucí upozorňuje štěkotem.

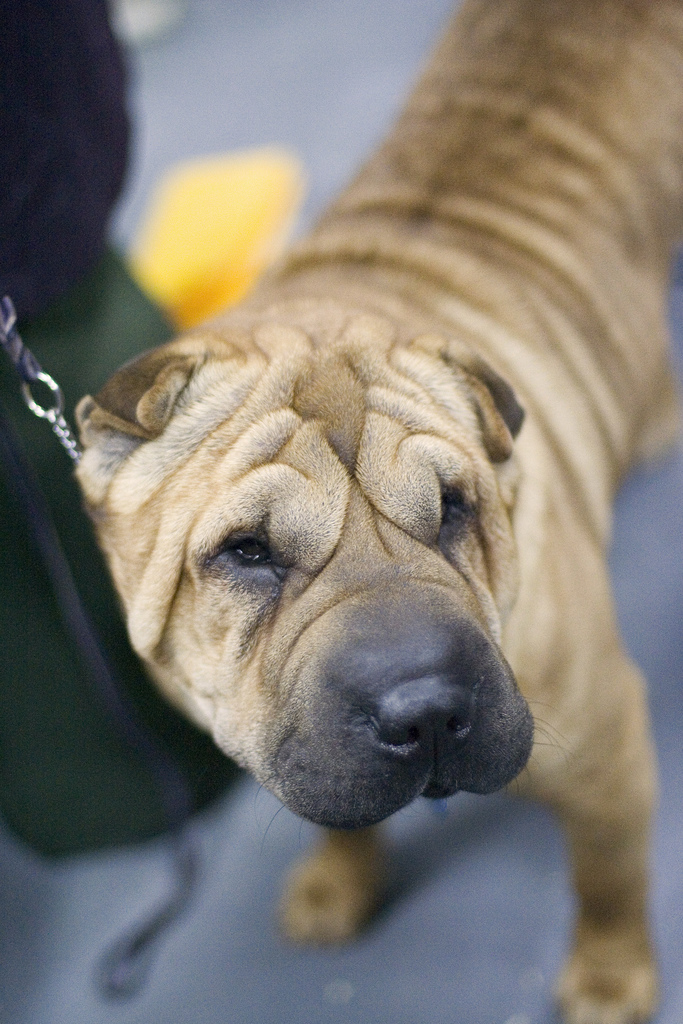
Krémově zbarvený Šarpej

## Péče

### Péče o srst a kůži
Srst šarpeje je velmi nenáročná, líná jen velmi málo. Stačí ji občas pročesat kartáčem s jemnými štětinkami. Při vyčesávání je ale dobré celou srst napnout. Péče o kůži musí být velmi šetrná a častá, jinak se ve vráscích mohou dělat plísně. Šarpej se nehodí pro alergiky právě proto, že je nutné jej často mýt.

### Pohyb
Šarpej je aktivní a hravý, ale při výběru pohybu je třeba dávat velký pozor. Náročný pohyb v při horku, v prašném prostředí nebo špinavé vodě je nežádoucí. Bez aktivity se šarpej snadno stane agresivním.

### Výcvik a výchova
Základní výcvik je nutný a měl by ho vést člověk, který má se psy bohaté zkušenosti, protože šarpej chápe velmi pomalu a pokud už povel pochopí, několikrát si rozmyslí, jestli mu to přinese nějaký užitek, pokud ho udělá. Přestože si moc povelů nezapamatuje, výchova je důležitá. Při výchově se má dbát na čistotné návyky, socializaci a psa navyknout ho na životní styl pána. Se správnou výchovou je šarpej dobrým společníkem.